# 法源寺 (鎌倉市)
法源寺（ほうげんじ）是位在日本神奈川縣鎌倉市的日蓮宗寺院。山號「龍口山」（りゅうこうざん）。本尊曼陀羅、開基（創立者）為日行。舊本山是大本山法華經寺。潮師法緣。龍口寺輪番八寺之一。通稱牡丹餅寺。

## 關連項目
- 龍口寺
- 龍口法難
- 常榮寺
- 本龍寺

## 外部連結
- 法源寺 （页面存档备份，存于）